# Sklop crkve sv. Ante opata i župne kuće u Seocima
Crkva sv. Ante opata i župna kuća u selu Seocima, Put sv. Ante 1, Grad Omiš, predstavlja zaštićeno kulturno dobro.

## Opis dobra
Crkva sv. Ante opata nalazi se u Srednjim Poljicima, na putu od Gata i Zvečanja prema Blatu na Cetini, u selu Seoca. Crkva je u šumarku, okružena masivnim suhozidom od neobrađenog kamena. Potječe iz 18. st. Crkva je manja, izdužena, pravokutna kapela, dvovodnog kamenog krova i prelomljenog bačvastog svoda, bez apside i bez raščlanjenosti. U crkvi se nalazi stipes, s kamenom menzom i udubljenjem za relikviju. Zvonik na preslicu s dva zvona dorađen je kasnije. Ispod preslice nalazi se kamena rozeta a uz ulaz se nalazi vanjski kameni oltar. Preslica potječe vjerojatno iz perioda iz kojeg je i oltar s oltarnom slikom na drvu. Oltar je registriran kao pokretno kulturno dobro pod brojem Z-3889. Uz crkvu nalazi se stara župna i bratimska kuća, građena od kamena. Crkva sv. Ante opata sa župnom kućom, čini jedinstveni sklop okružen suhozidom i izrazit je primjer kasnobarokne ambijentalne arhitekture karakterističan za Poljica.

## Zaštita
Pod oznakom Z-6862 zavedena je kao nepokretno kulturno dobro - pojedinačno, pravna statusa zaštićena kulturnog dobra, klasificirano kao "sakralni kompleksi".